# Dendrochilum gracile
Dendrochilum gracile är en orkidéart som först beskrevs av Joseph Dalton Hooker, och fick sitt nu gällande namn av Johannes Jacobus Smith. Dendrochilum gracile ingår i släktet Dendrochilum och familjen orkidéer.

## Underarter
Arten delas in i följande underarter:
- D. g. bicornutum
- D. g. gracile